# Enrico Silvestri
Enrico Silvestri (* 12. Mai 1896 in Turin; † 1977) war ein italienischer Skisportler und Offizier.

## Erfolge (Auswahl)
Silvestri war bei den Olympischen Winterspielen 1928 in St. Moritz Offizier der italienischen Mannschaft beim Demonstrationsbewerb Militärpatrouille, die den vierten Platz belegte. Ab 1934 gehörte er der neu gegründeten Gebirgsschule der italienischen Streitkräfte an, der Scuola Militare di Alpinismo, aus der das heutige Centro Addestramento Alpino hervorging. 1935 gewann er mit Carlo Ronc und Attilio Chenoz die Trofeo Mezzalama.
Bei den Olympischen Winterspielen 1936 in Garmisch-Partenkirchen gewann Silvestri, nun im Dienstgrad eines Capitano, die Goldmedaille in der Militärpatrouille; seine Teamkollegen waren Sisto Scilligo, Luigi Perenni und Stefano Sertorelli.